# Região Geográfica Intermediária de Guanambi
A Região Geográfica Intermediária de Guanambi é uma das dez regiões intermediárias do estado brasileiro da Bahia e uma das 134 regiões intermediárias do Brasil, criadas pelo Instituto Brasileiro de Geografia e Estatística (IBGE) em 2017. É composta por 31 municípios, distribuídos em duas regiões geográficas imediatas.
Sua população total estimada pelo Instituto Brasileiro de Geografia e Estatística (IBGE) na sua edição mais atualizada em 2022 é de 681 216 de habitantes, distribuídos em uma área total de 45 710,053 km².
Guanambi é o município mais populoso da região intermediária, com 87 817 habitantes, de acordo com estimativas de 2022 do Instituto Brasileiro de Geografia e Estatística (IBGE).

## Regiões geográficas imediatas
| Região geográfica imediata                      | Municípios | População Estimativa 2018 | Área (km²) |
| ----------------------------------------------- | --- | ------------------------- | ---------- |
| Região Geográfica Imediata de Guanambi          | Botuporã Caculé Caetité Candiba Carinhanha Feira da Mata Guajeru Guanambi Ibiassucê Igaporã Iuiú Jacaraci Lagoa Real Licínio de Almeida Malhada Matina Mortugaba Palmas de Monte Alto Pindaí Riacho de Santana Rio do Antônio Sebastião Laranjeiras Tanque Novo Urandi | 463 740                   | 30 160,776 |
| Região Geográfica Imediata de Bom Jesus da Lapa | Bom Jesus da Lapa Boquira Ibipitanga Macaúbas Paratinga Serra do Ramalho Sítio do Mato | 217 476                   | 15 549,277 |
| Total                                           | 31 | 681 216                   | 45 710,053 |